# إبراهيم النخلي (لاعب كرة قدم مواليد 1993)
إبراهيم موسى النخلي (بالإنجليزية: Ibrahim Musa Al-Nakhli)‏؛ مواليد 12 يناير 1993 في السعودية، هو لاعب كرة قدم سعودي يلعب حالياً لنادي الجبلين.

## مسيرة اللاعب
لعب مع نادي العمران ونادي السد والنادي العربي ونادي الجبلين.